# 원시행성계원반이 있는 항성 목록
원시행성계원반이란 항성이 형성된 후 행성계가 형성되는 과정중 하나로서, 항성 주위를 회전하는 평평한 구름을 말한다.
원시행성계 원반에서 미행성과 소행성 크기의 천체가 만들어질 수 있다. 미행성들이 많아지면 원시행성계원반은 파편원반이 되고, 파편원반 안에서 큰 물체가 작은물체를 끌어당기면서 완전한 행성이 된다.
- HD 106906
- HD 100546